# Rhinoptera brasiliensis
Rhinoptera brasiliensis, comummente conhecida como arraia-ticonha e ticonha, é uma espécie de peixe, mais especificamente uma raia, da família Rhinopteridae.
É endémica do Brasil.
Os seus habitats naturais são: mar costeiro, águas estuarinas e zonas intertidais.

## Etimologia
Do que toca ao nome científico:
- O nome genérico, Rhinoptera,[3] resulta da aglutinação dos étimos gregos ῥινός (rhinos) que significa «nariz»[4] e πτερόν (pteron) que significa asa ou barbatana.[5]
- O epíteto específico, brasiliensis, é neolatim e significa «proveniente do Brasil; brasileiro».[6]